# Lebetanthus
Lebetanthus  (лат.) — род растений семейства Вересковые.

## Ареал
Виды рода Lebetanthus встречаются в Южной Америке в Чили.

## Виды
- Lebetanthus americanus
- Lebetanthus myrsinites